# Plecia heliomyia
Plecia heliomyia är en tvåvingeart som beskrevs av Fitzgerald 1998. Plecia heliomyia ingår i släktet Plecia och familjen hårmyggor. Inga underarter finns listade i Catalogue of Life.